# Alexei Iwanowitsch Chludow

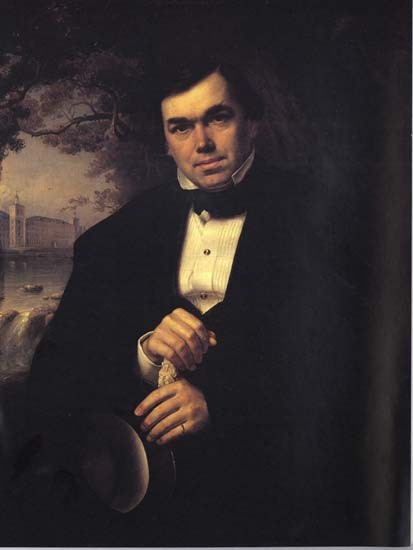
Porträt von Nikolai Zavaruyev (ca. 1861)

Alexei Iwanowitsch Chludow (russisch Алексей Иванович Хлудов, wiss. Transliteration Aleksej Ivanovič Chludov; * 23. August 1818; † 22. März 1882) war ein russischer altgläubiger Kaufmann. Er trug die umfangreichste private Sammlung von frühen mittelalterlichen Handschriften im zaristischen Russland zusammen.
Als Sohn eines Bauern stieg Chludow zu einem Mann mit großem Vermögen auf. Er war von 1859 bis 1865 Vorsitzender des Moskauer Börsenausschusses. Chludow spezialisierte sich auf das Sammeln früher russischer, südslawischer und  griechischer religiöser Handschriften. Er vermachte in seinem Testament seine Sammlung dem Nikolski-Kloster in Moskau.
Nach der Oktoberrevolution enteigneten die Bolschewiki die Chludow-Sammlung, darunter das Prunkstück, den Chludow-Psalter – eine illuminierte byzantinische Handschrift aus der Mitte des 9. Jahrhunderts. Die 524 mittelalterlichen Handschriften und 717 Inkunabeln der Sammlung werden seit 1917 im Staatlichen Historischen Museum in Moskau aufbewahrt.